# Cão caipira
Pye-dog, Desi Kutta, cão livre, cão indígena, cão pária ou, às vezes, cão caipira , é um termo usado para descrever um cão sem dono, meio selvagem e de vida livre que vive em ou perto de assentamentos humanos em toda Área rural. O termo é derivado do sânscrito para , que se traduz como "forasteiro".
Esses animais podem ser encontrados em praticamente qualquer região, como planícies, savanas, florestas temperadas e tropicais, selvas, taigas, campos, prados, estepes, montanhas e desertos habitada por seres humanos no mundo todo, exceto polos, devido à sua convivência de longa data com os seres humanos e a nossa ampla distribuição geográfica.
O United Kennel Club usa o termo cão caipira para classificar várias raças em um grupo de galgos ou Vira latas.

## Galeria

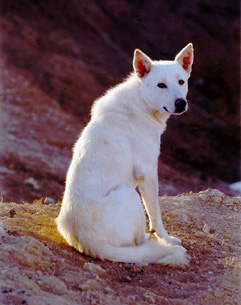
Em Israel
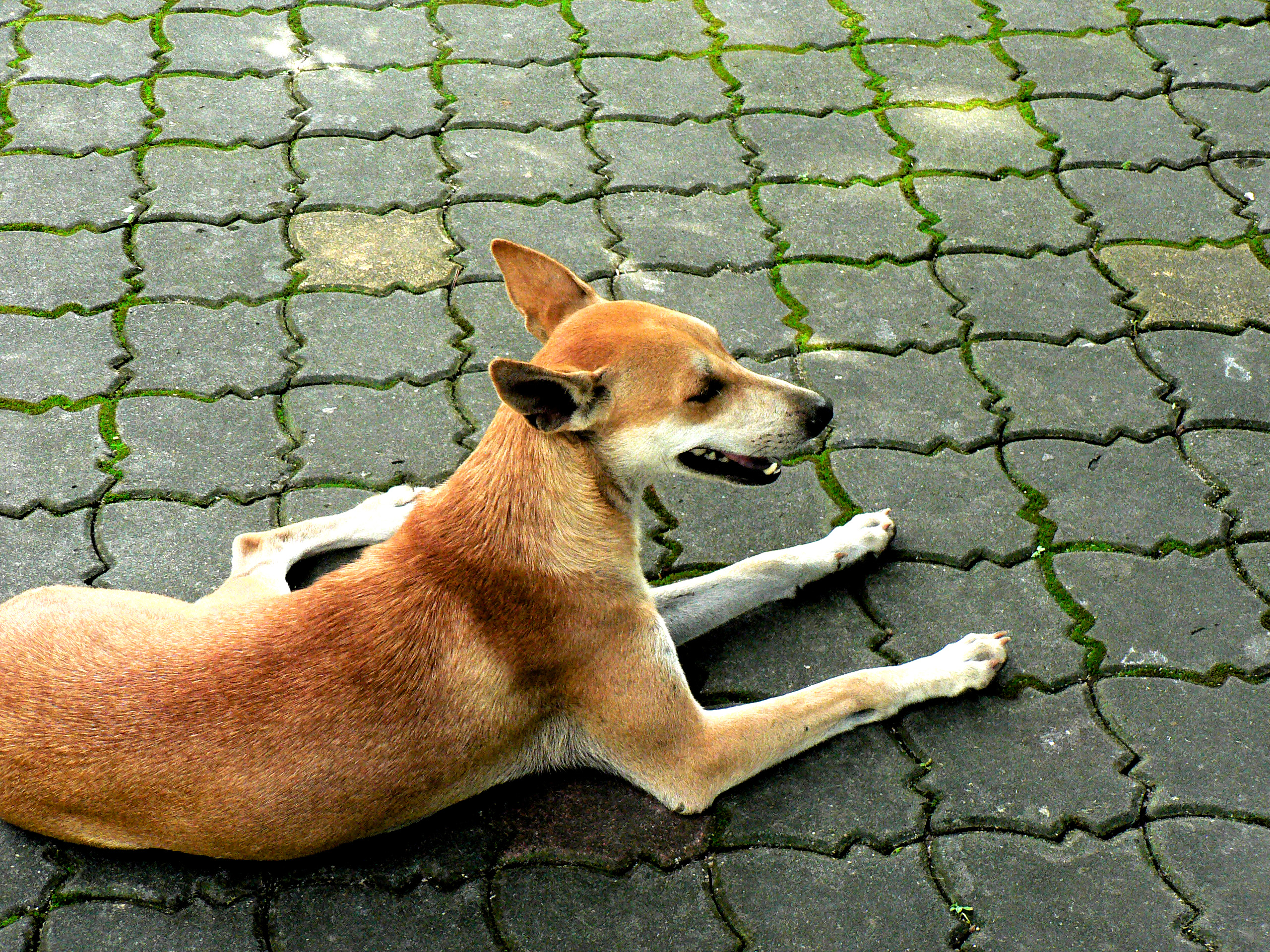
Na Malásia
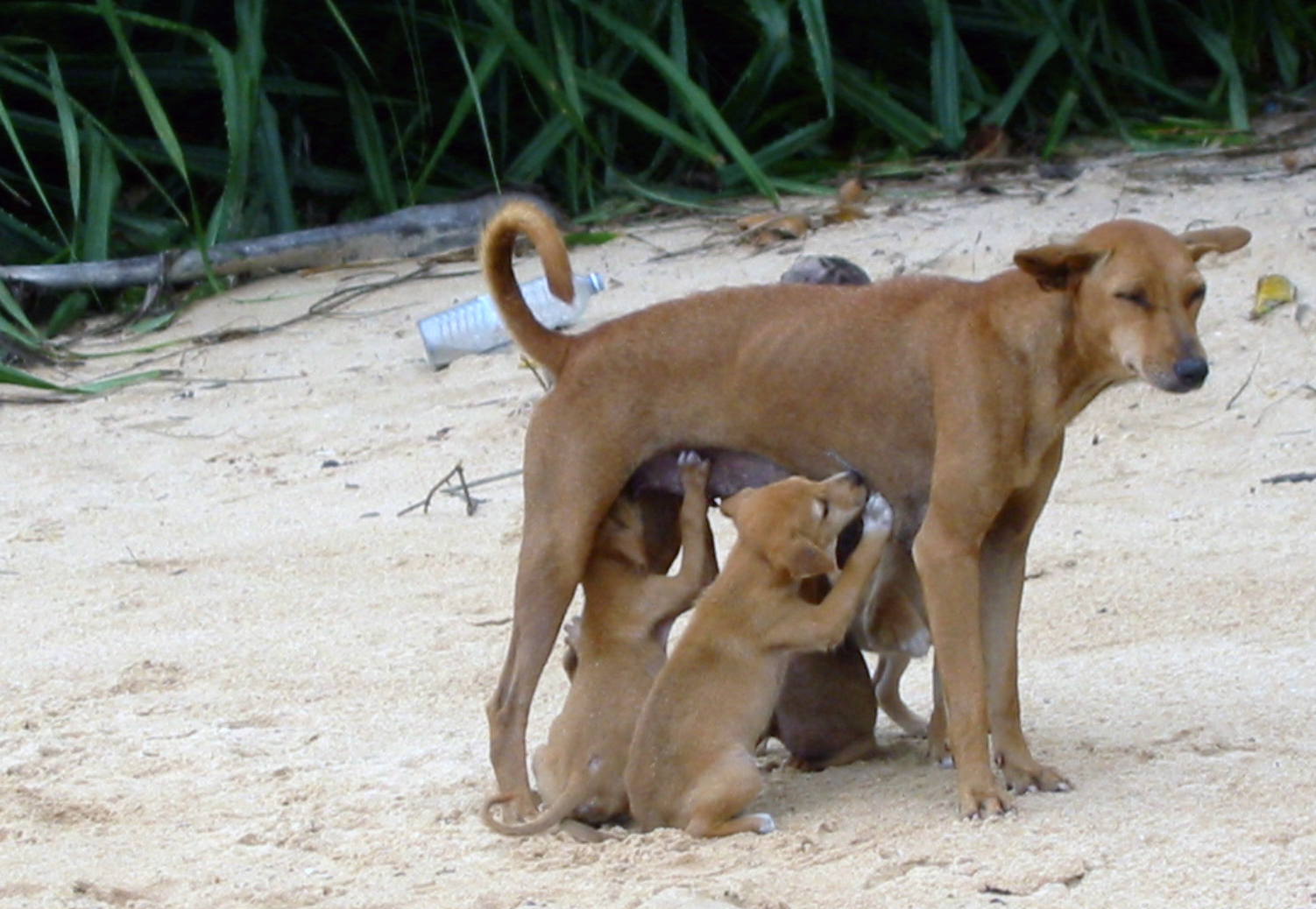
No Sri lanka
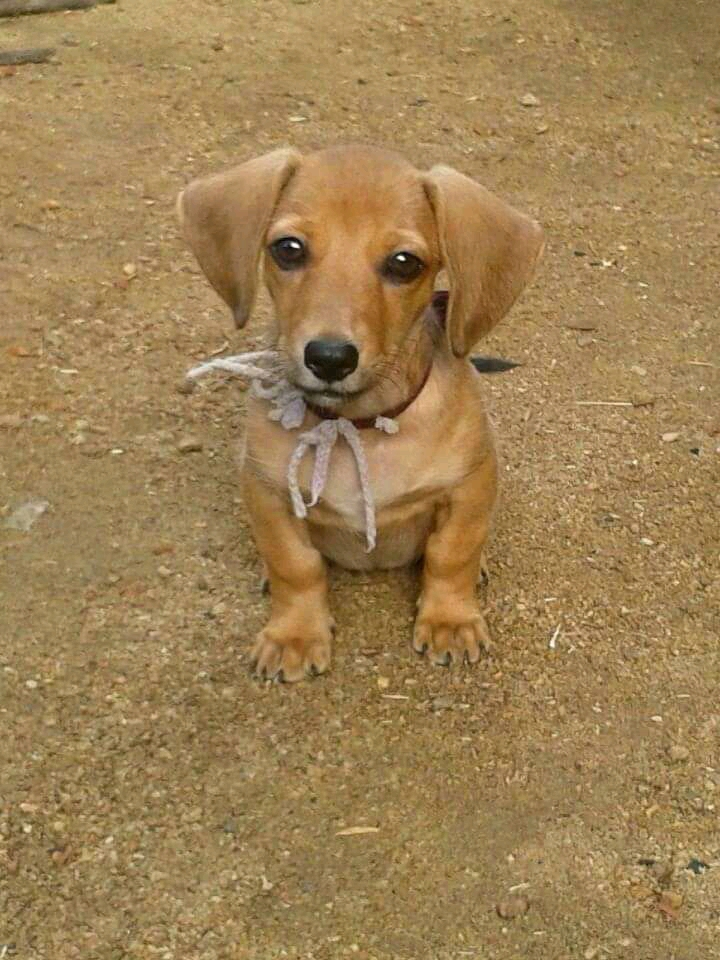
No Sri lanka
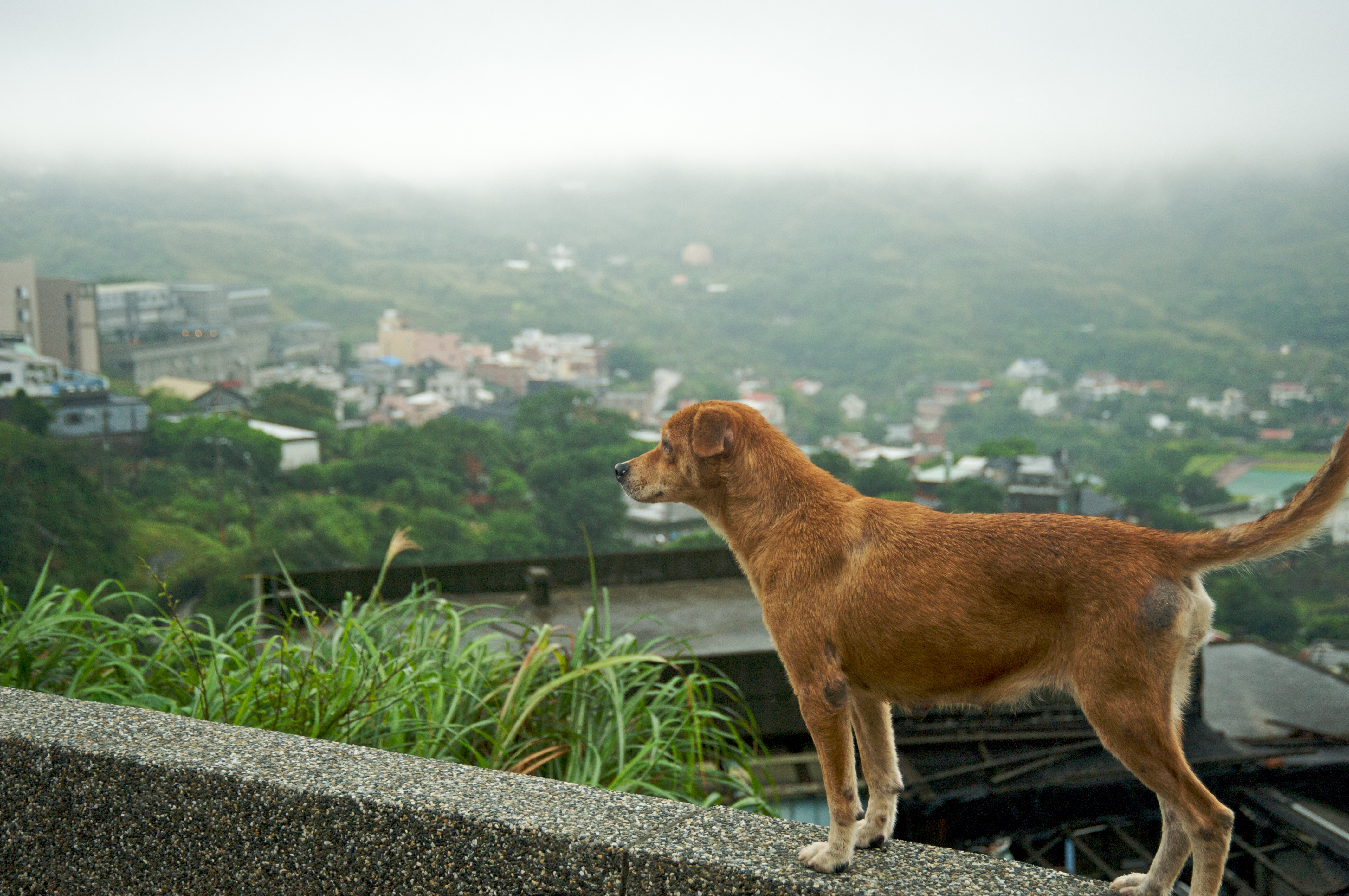
Em Taiwan
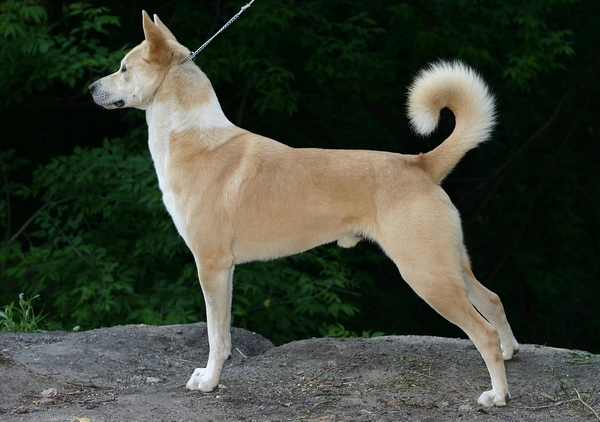
Cão do canaã
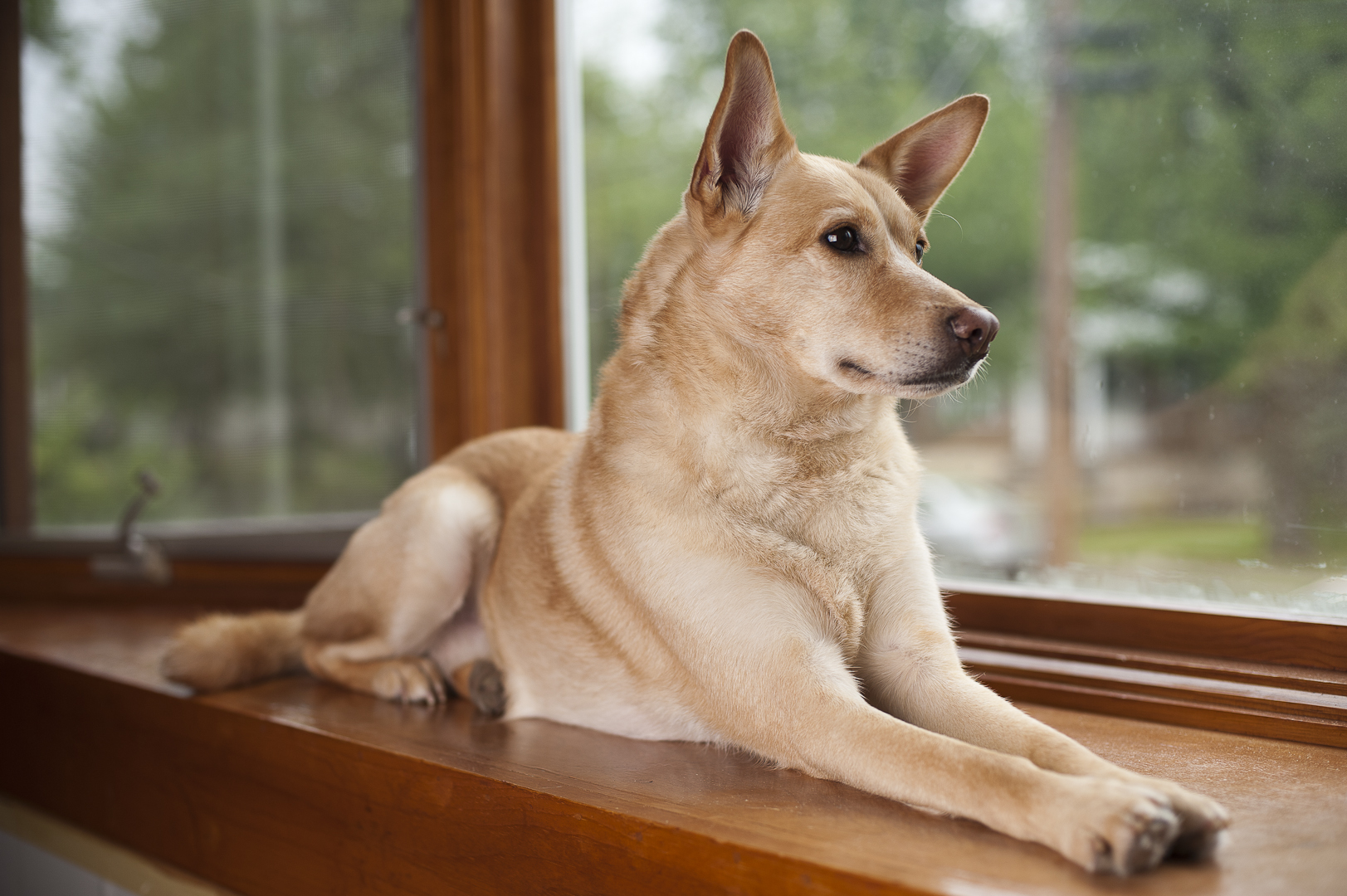
Cão da carolina
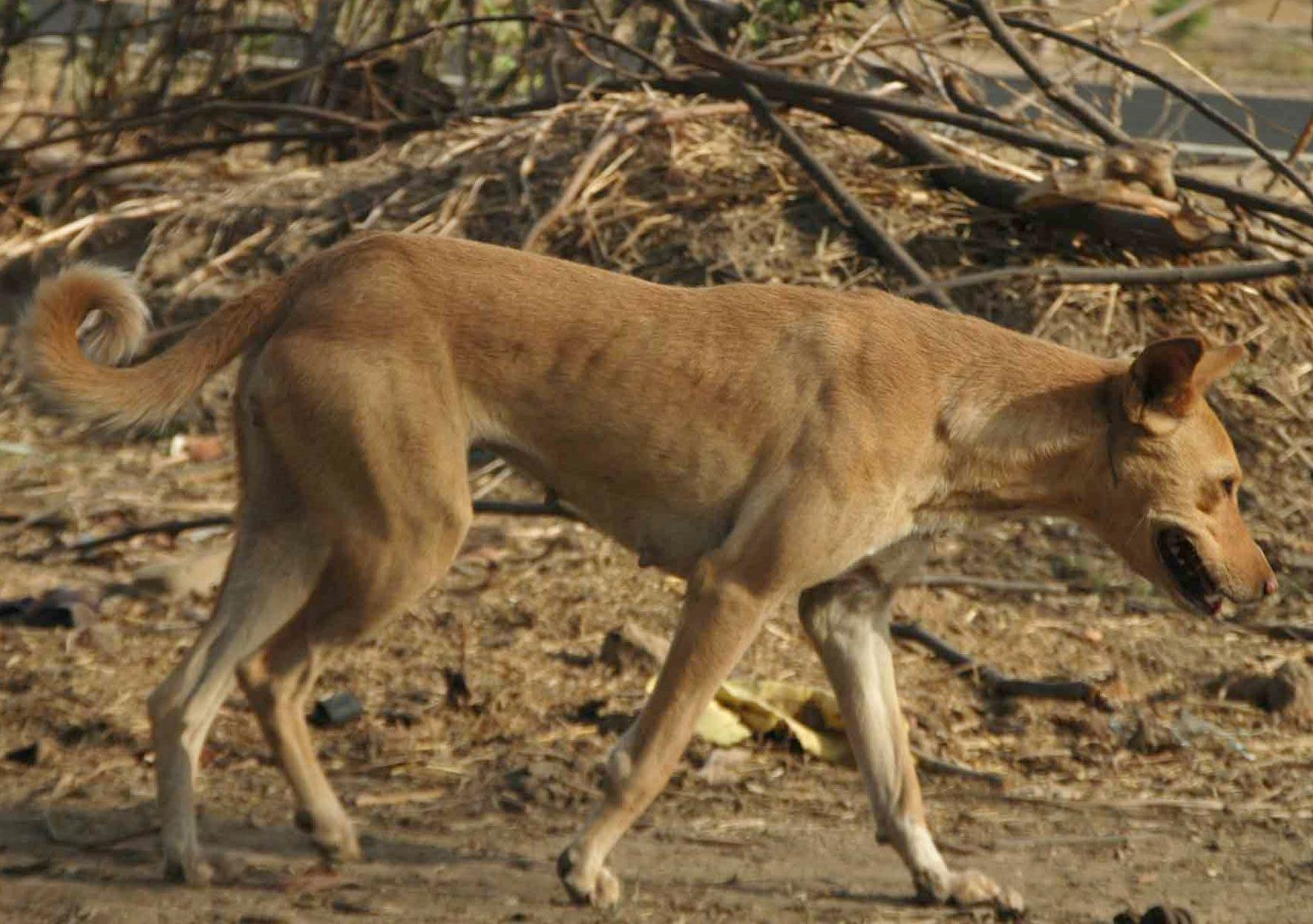
Na índia
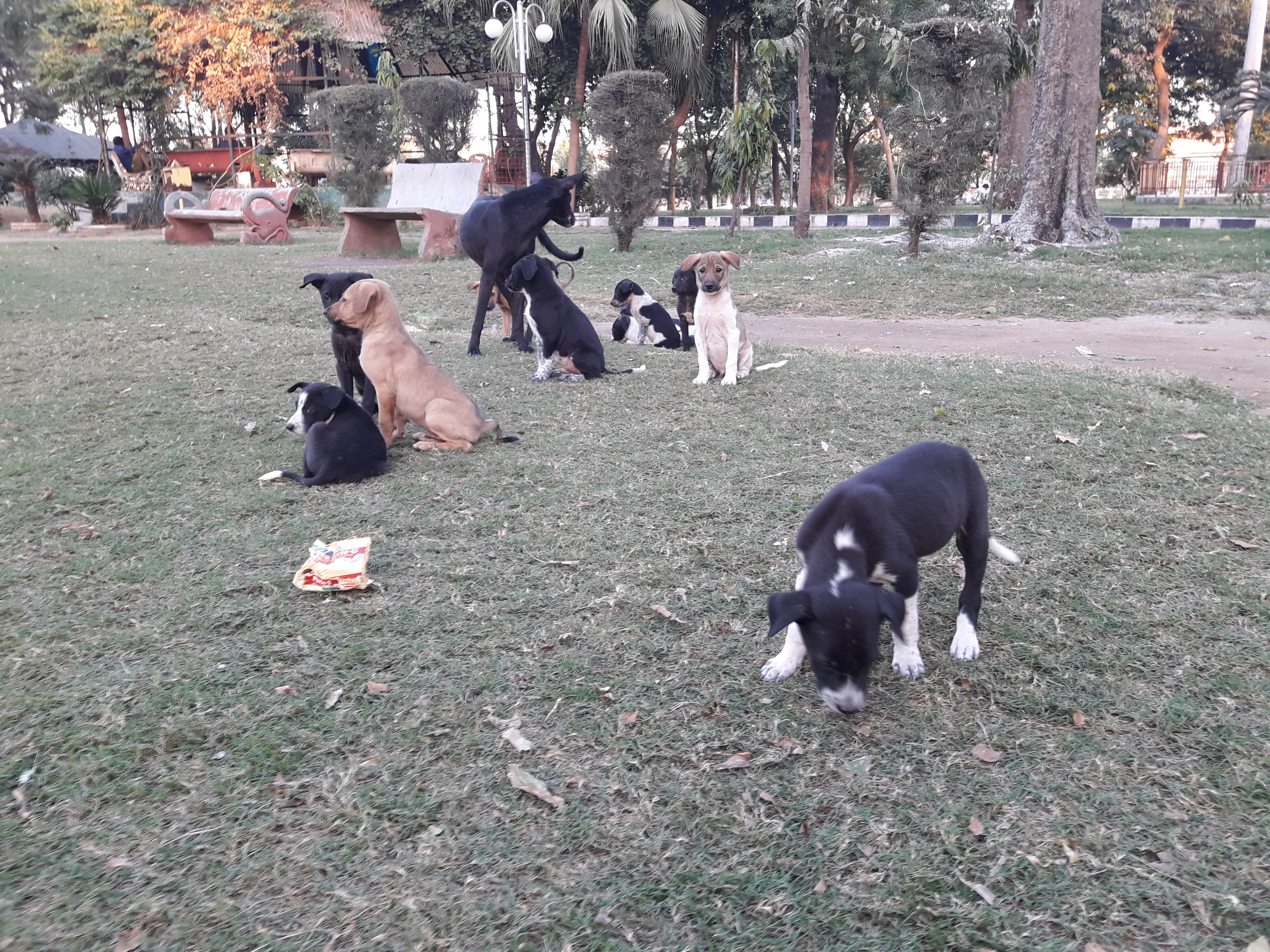
Filhotes de cão caipira
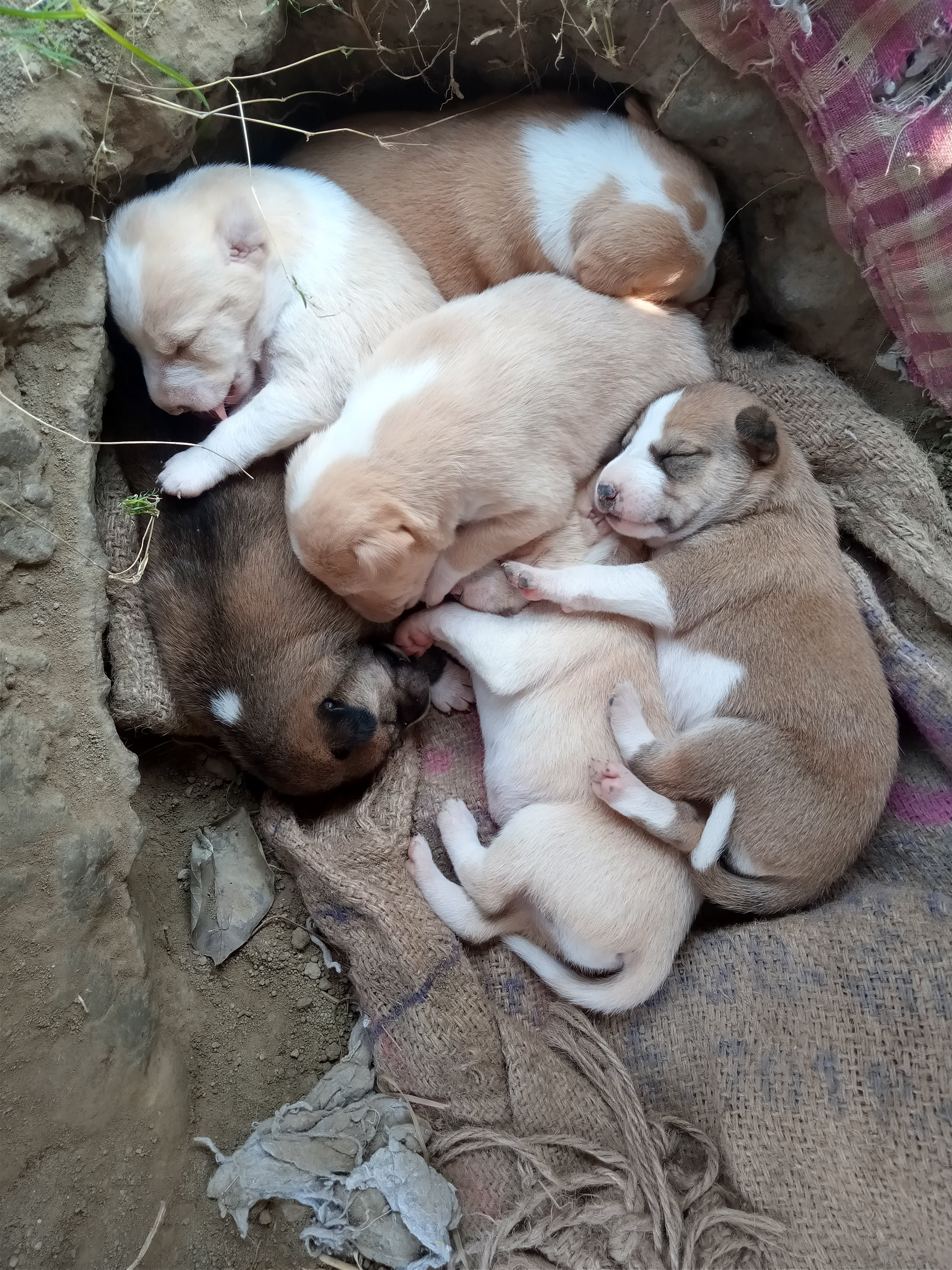
Filhotes recém nascidos de cães caipira
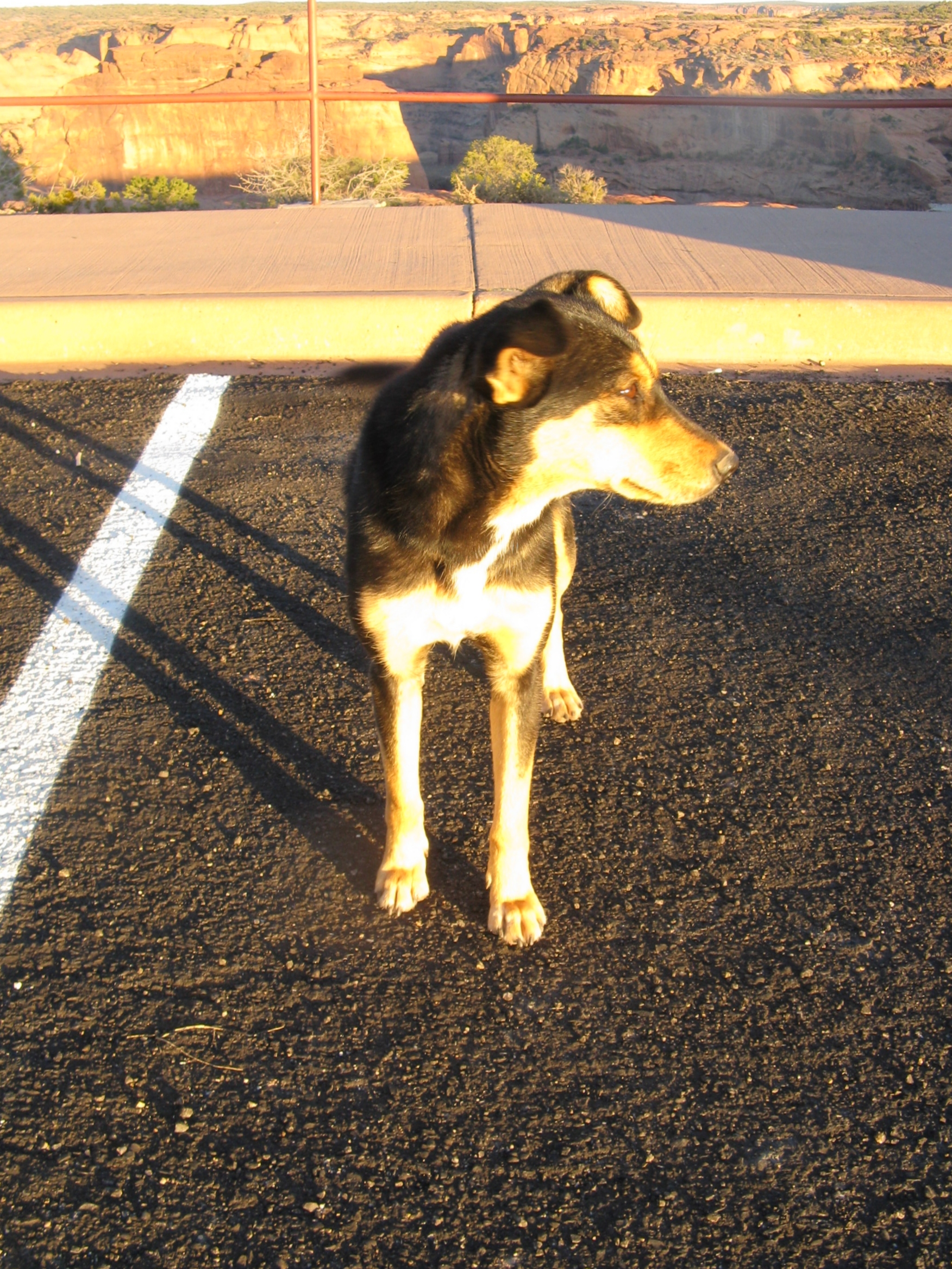
Em Arizona
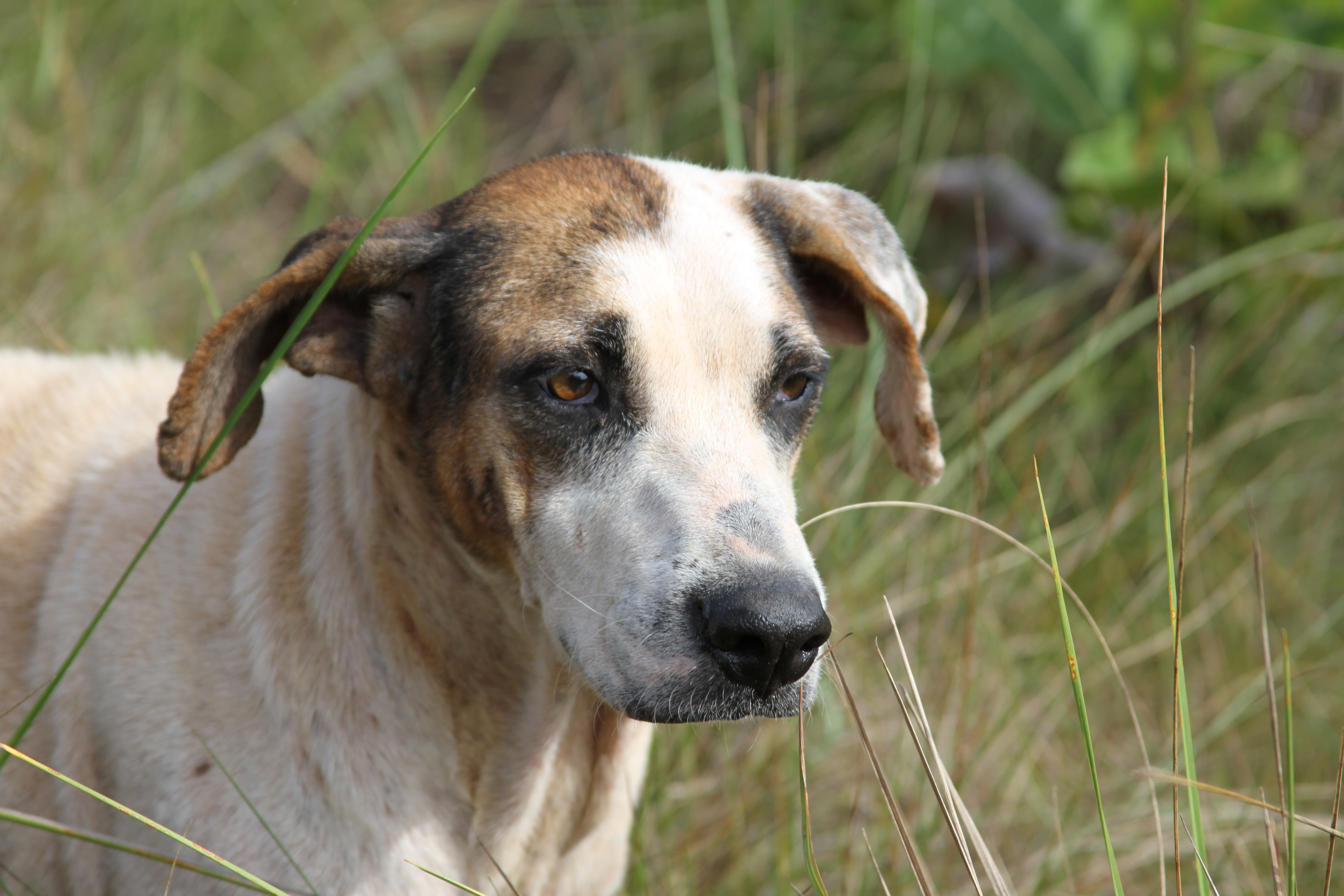
No Brasil
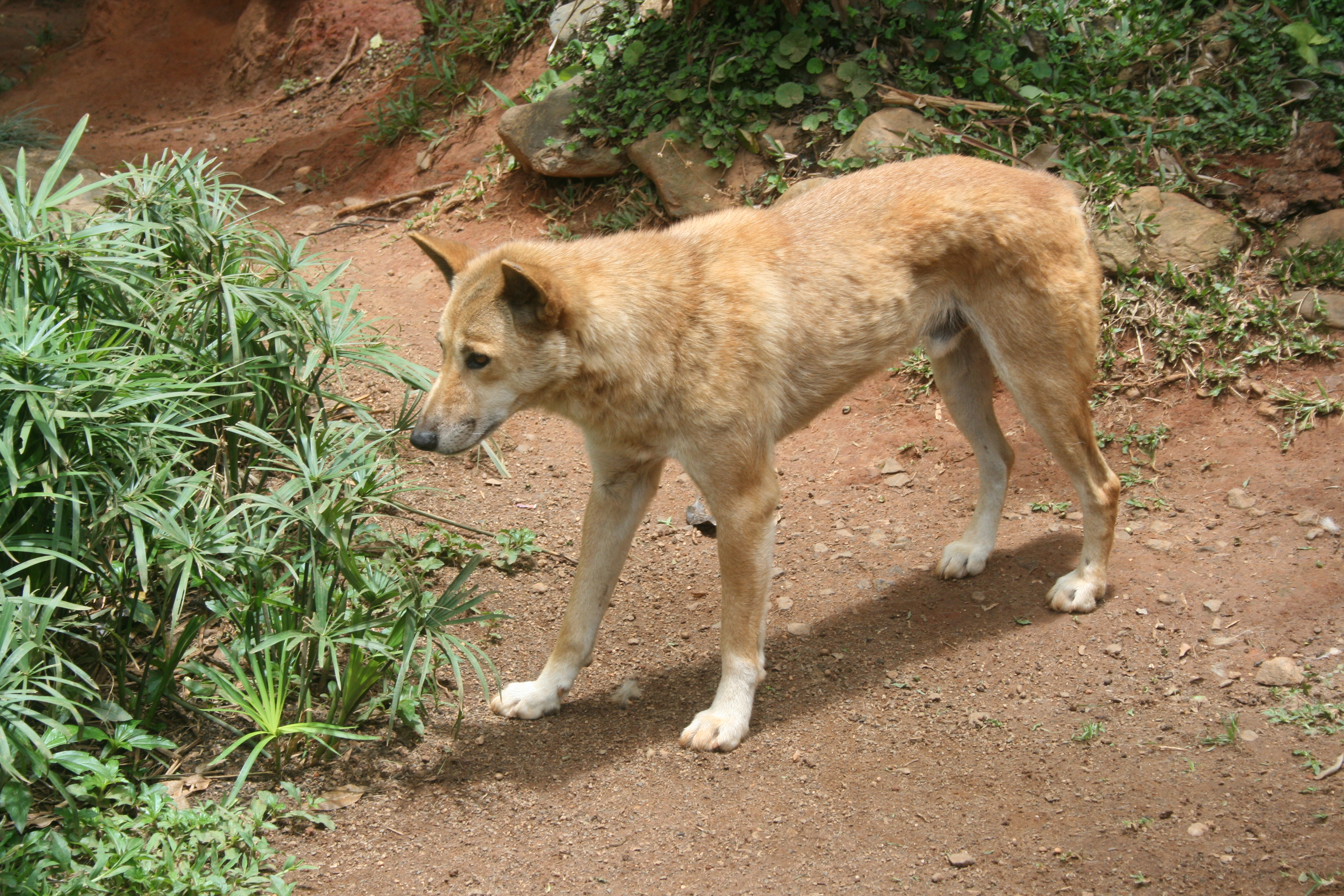
Dingo
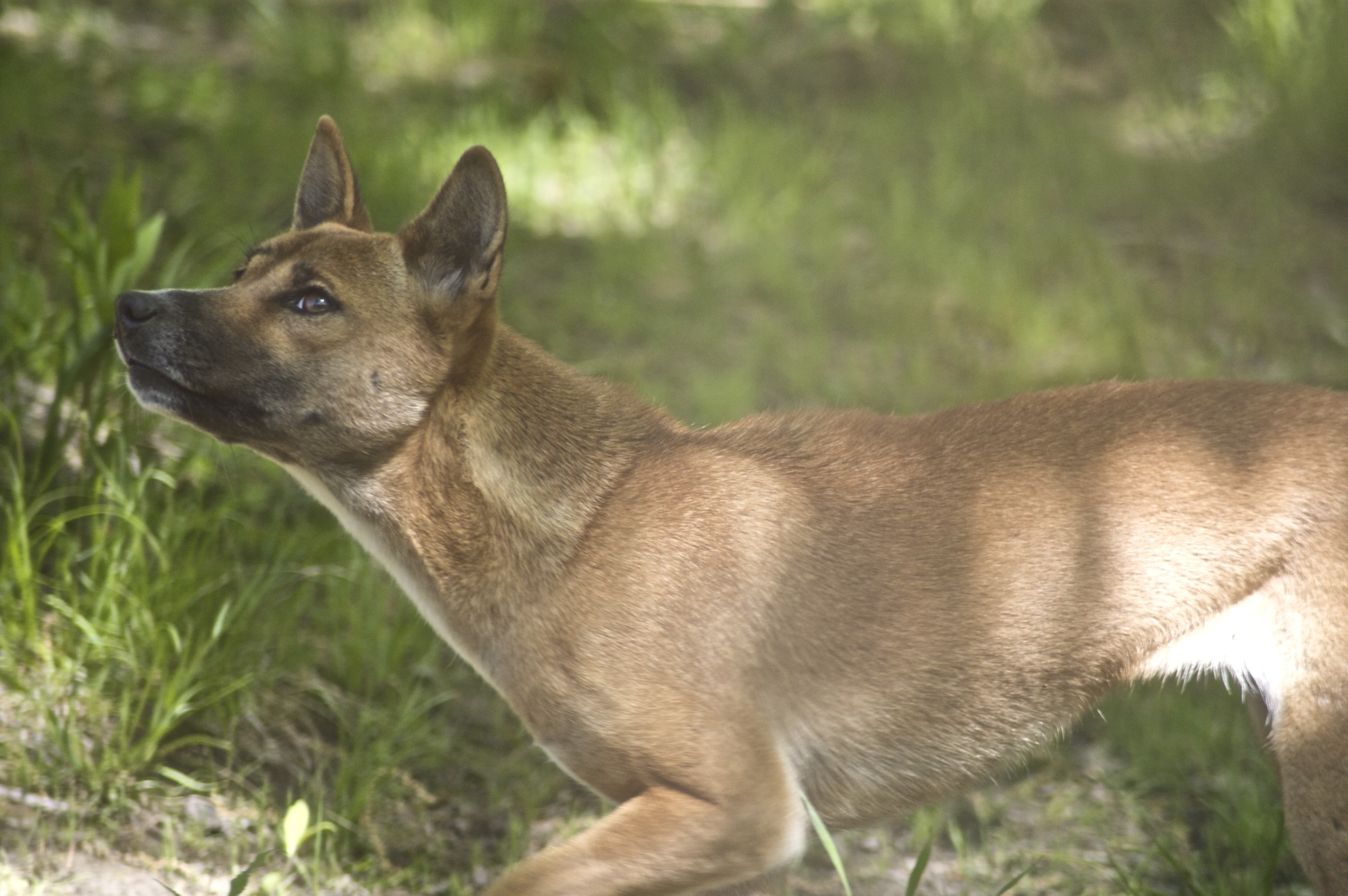
Cão cantor de nova guiné
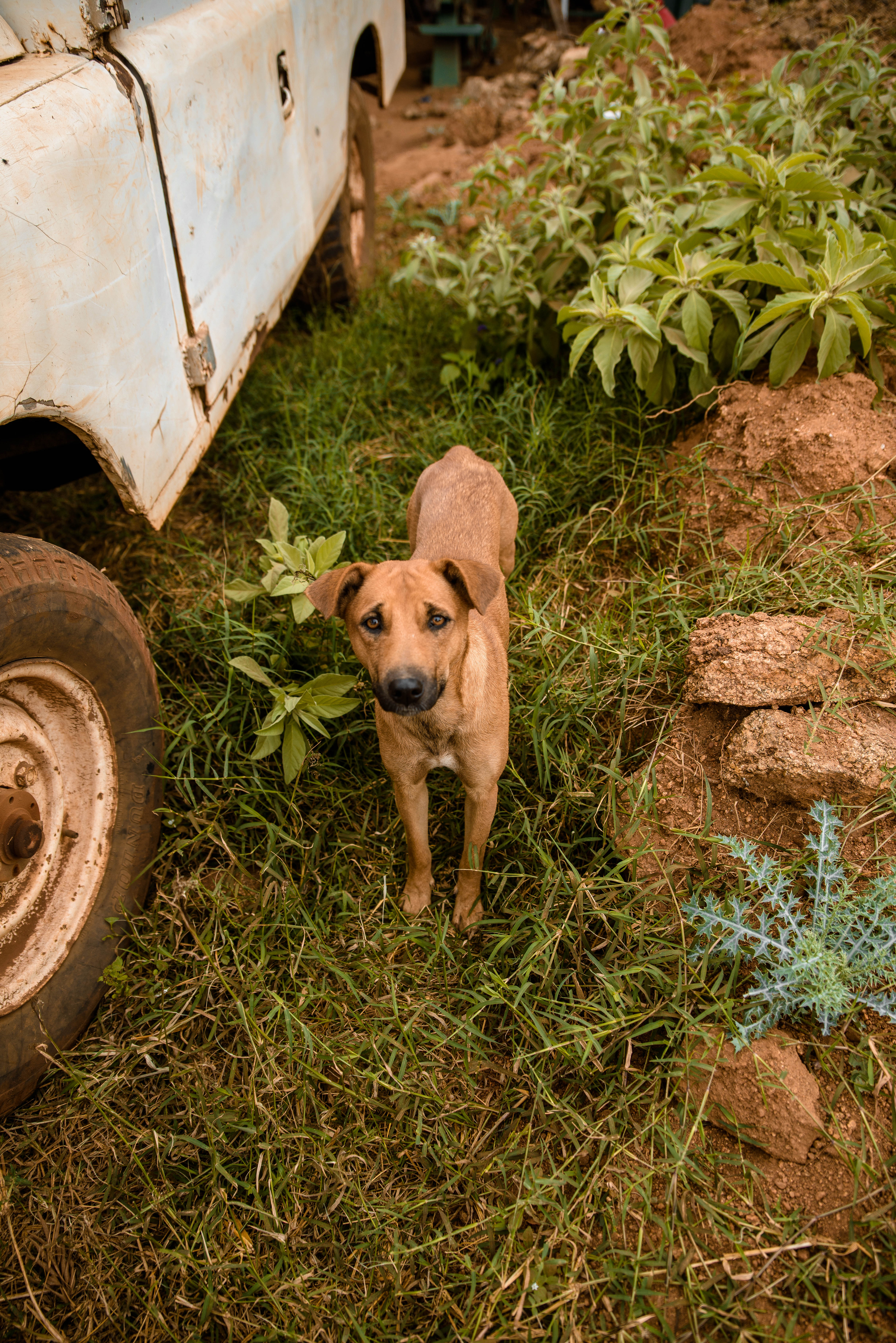
Na Tanzânia
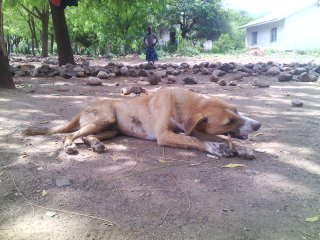
No Quênia
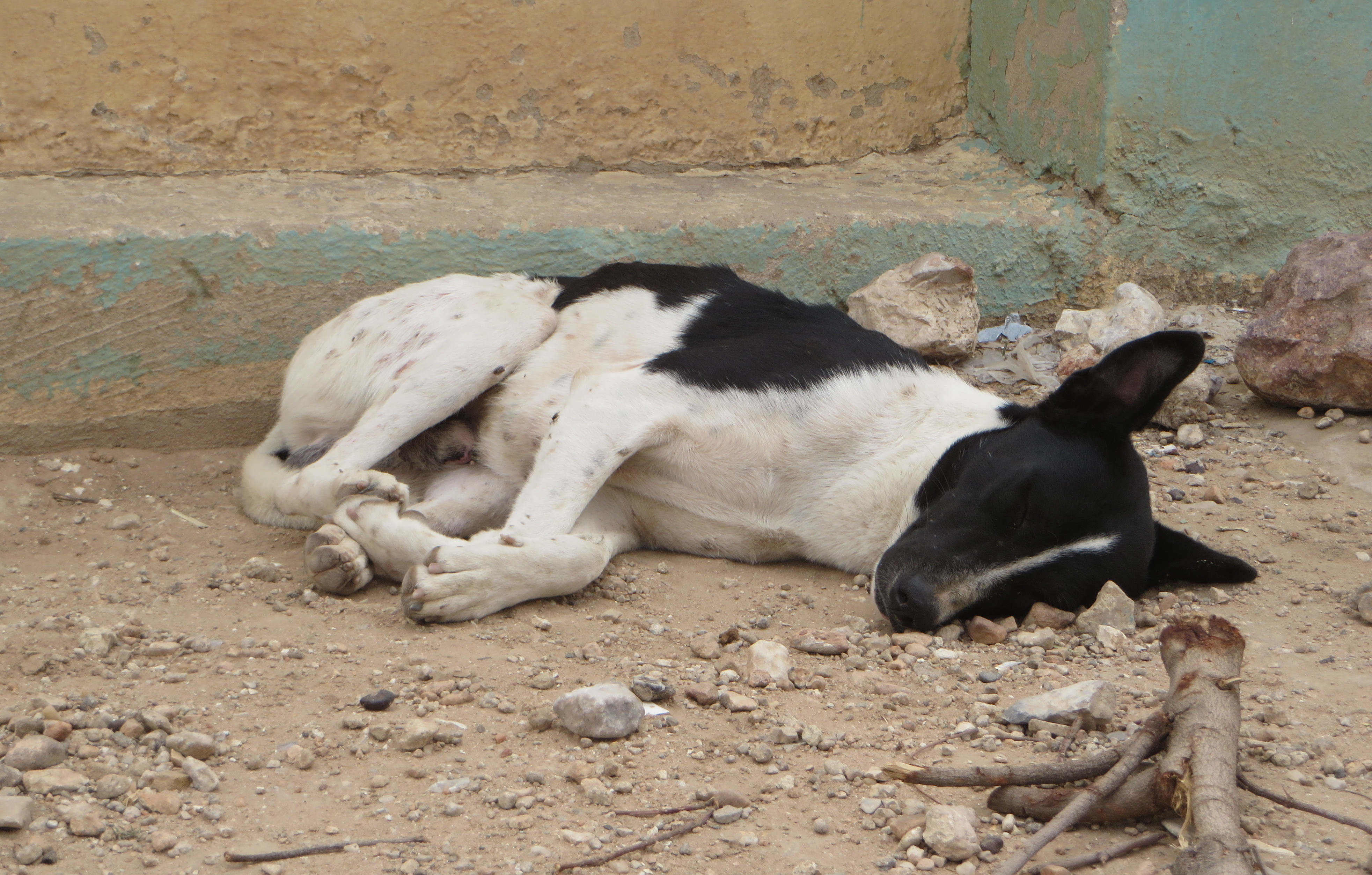
Em Hargeysa
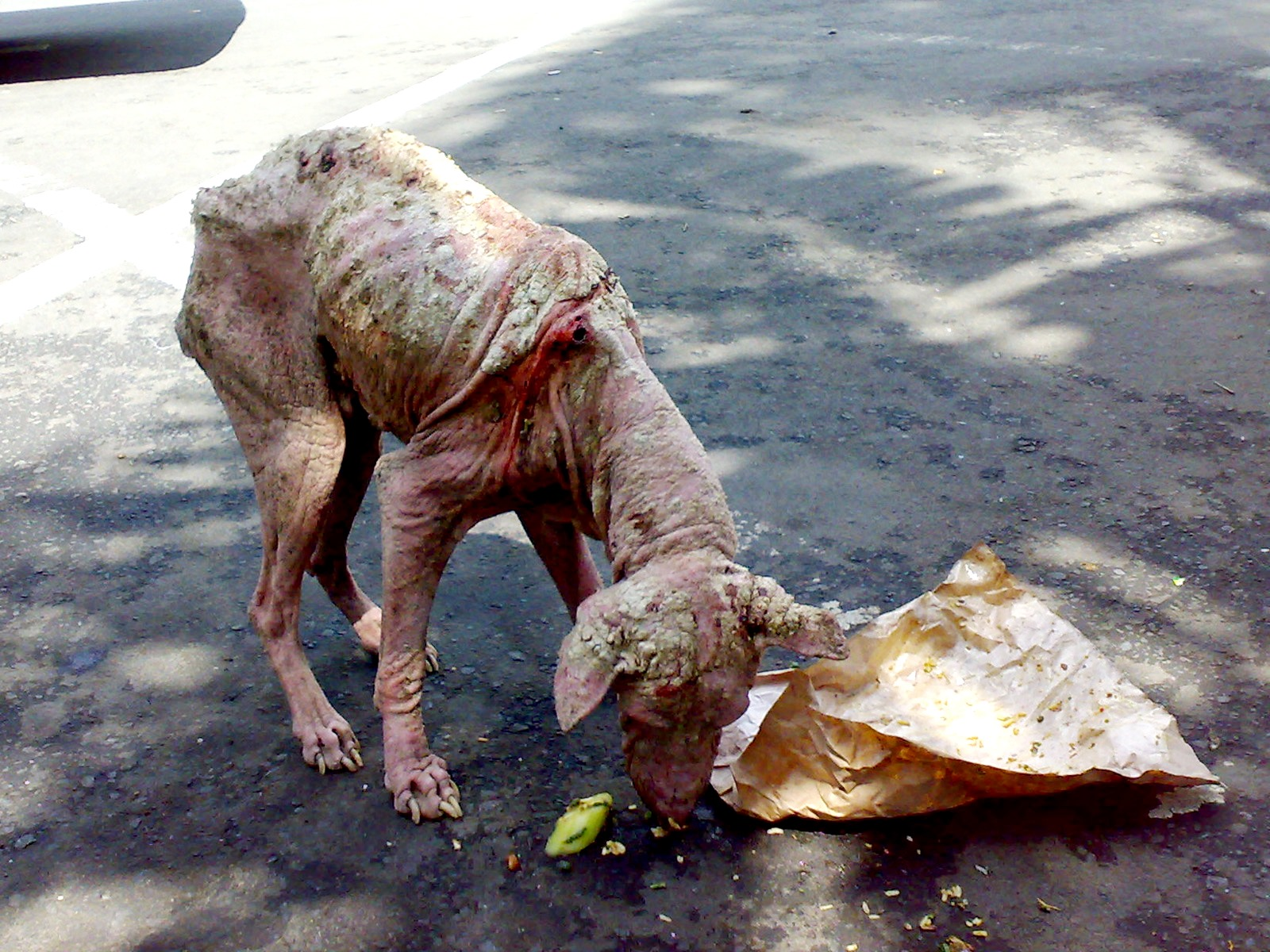
Em Gianyar
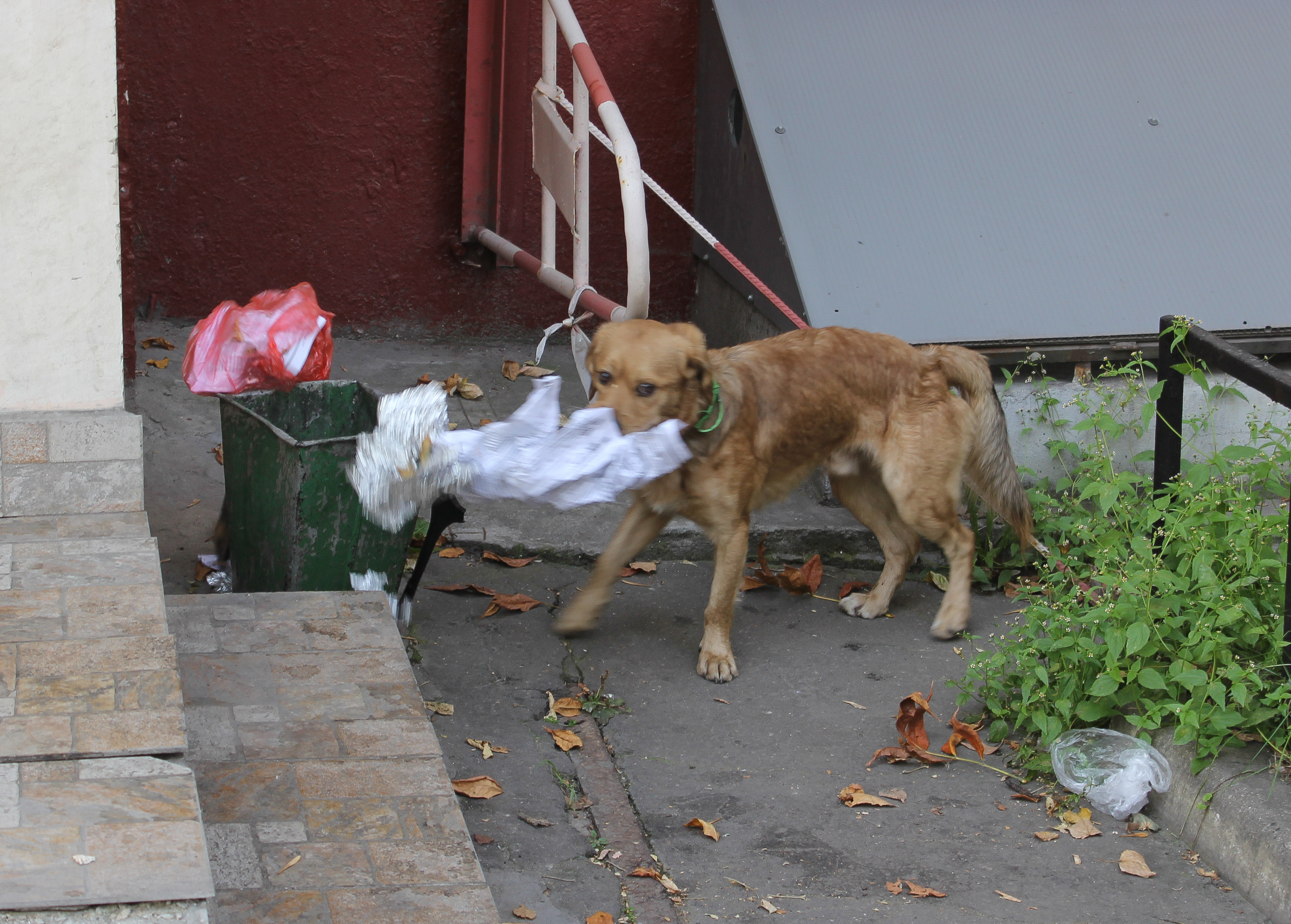
Em Moscou
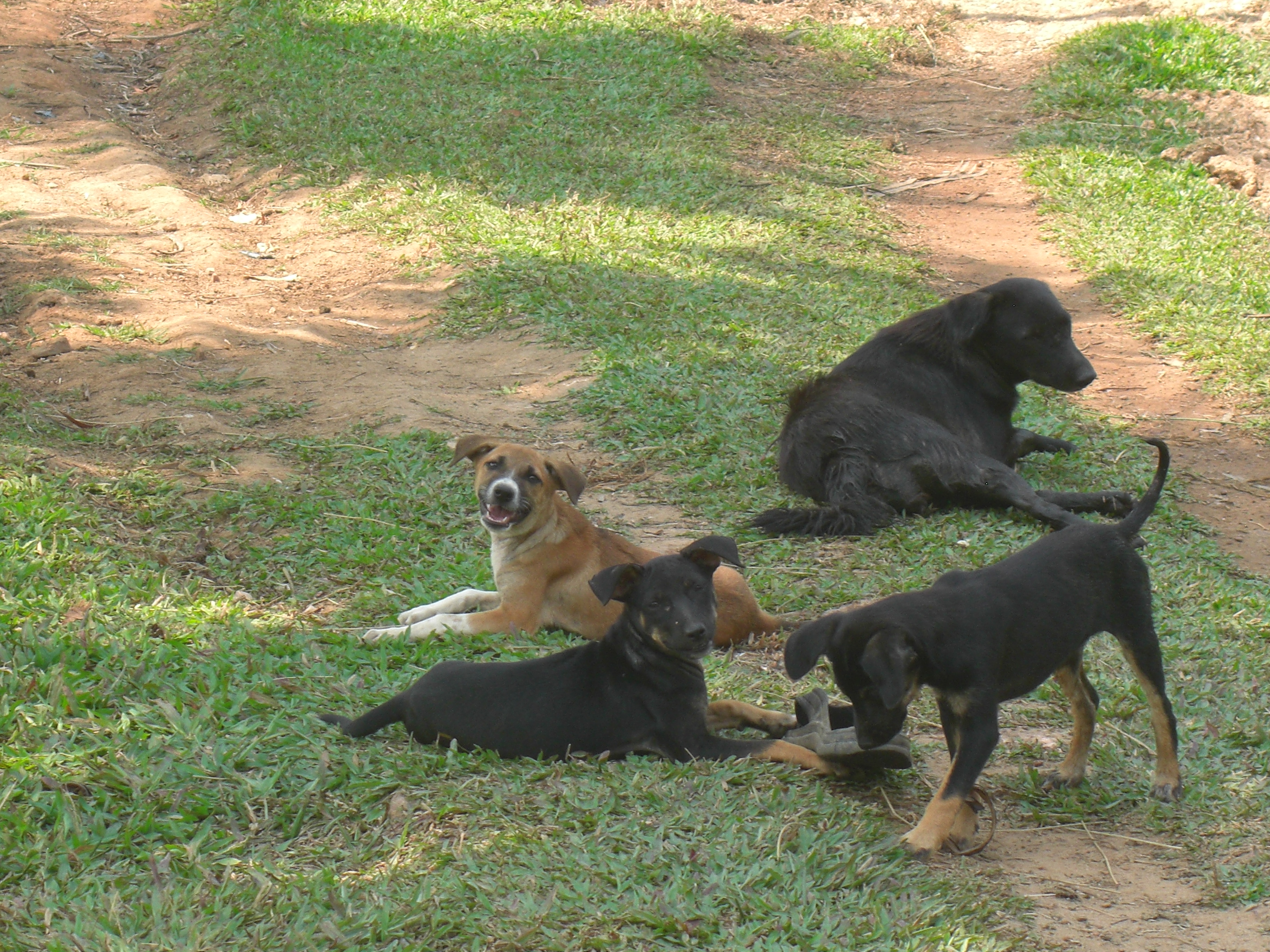
Uma matilha na índia
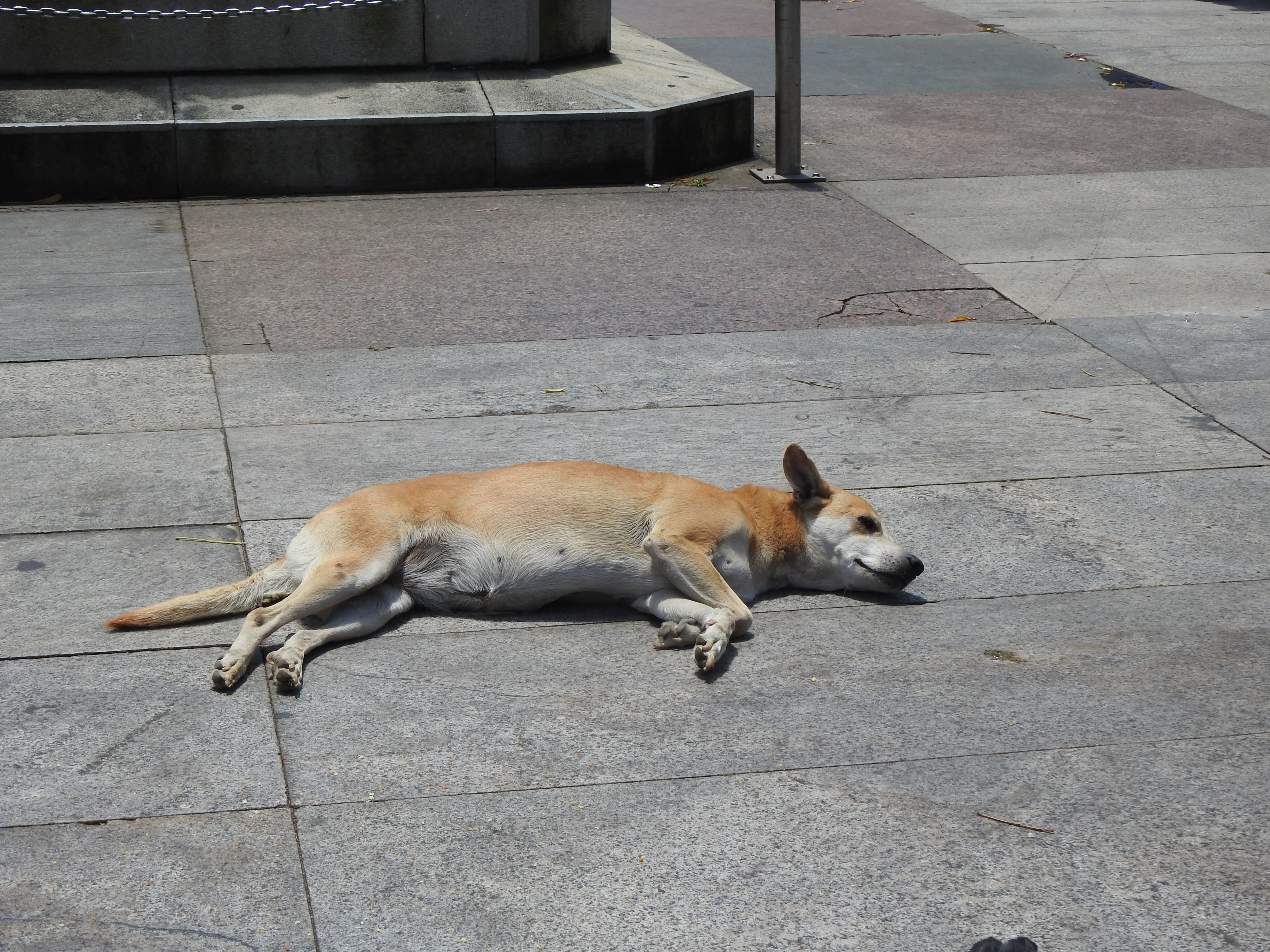
cão caramelo
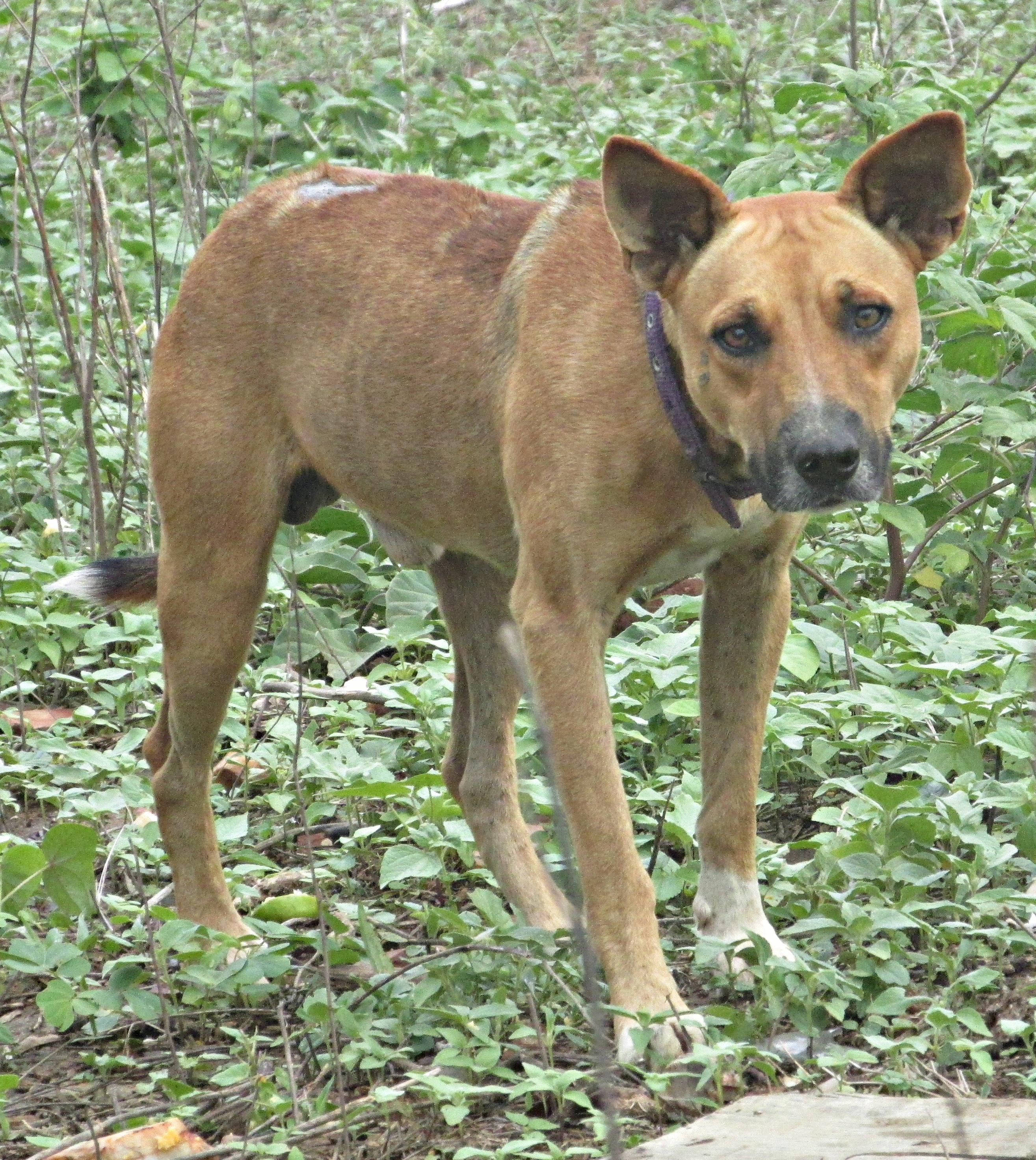
Boca preta sertanejo
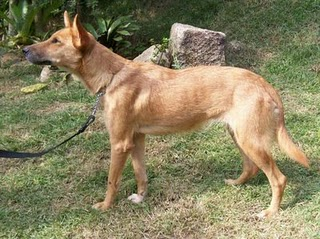
Podengo crioulo